# Fresia Saavedra
Pour les articles homonymes, voir Saavedra.
Fresia Raquel Saavedra Gómez, née le 8 septembre 1933 à Guayaquil où elle meurt le 18 juillet 2024, est une enseignante et auteure-compositrice-interprète équatorienne.

## Biographie
Fresia Raquel Saavedra Gómez naît le 8 septembre 1933 à Guayaquil.
Elle est l'une des figures les plus importantes de la musique équatorienne. Elle enregistre de nombreux albums et chansons et se produit dans tout l'Équateur et à l'étranger.
Fresia Saavedra meurt le 18 juillet 2024 dans sa ville natale.